# Харитонова, Клавдия Геннадиевна
Клавдия Геннадиевна Харитонова (1915 — 2009) — зоотехник, Герой Социалистического Труда.

## Биография
Родилась в деревне Оснополье в 1915 года. Член ВКП(б) с 1940 года.
В 1933-1971 гг. — зоотехник-селекционер и старший зоотехник в совхозе имени розы Люксембург Шацкого района, главный зоотехник совхоза «Шиловский» Шиловского района Рязанской области, старший зоотехник в областном управлении совхозов, а затем в Рязанском областном тресте племенных совхозов.
Указом Президиума Верховного Совета СССР от 7 февраля 1957 года присвоено звание Героя Социалистического Труда с вручением ордена Ленина и золотой медали «Серп и Молот».
Избиралась депутатом Верховного Совета РСФСР 2-го созыва.
Умерла в 2009 году.